# Kapnektarvogel
Der Kapnektarvogel (Cinnyris chalybeus, Syn.: Nectarinia chalybea), auch Blaubandnektarvogel, gehört der Familie der Nektarvögel (Nectariniidae) an. Sein englischer Name lautet Southern Double-collared Sunbird. Oft findet man den Vogel auch unter der Bezeichnung Miombonektarvogel, dieser deutschsprachige Name wird jedoch nach der Erhebung der nördlichen Unterart zu einer eigenen Art Cinnyris manoensis nur noch für diese verwendet.

## Beschreibung
Der 12 cm große Vogel weist einen langen, nach unten gebogenen Schnabel auf, Beine wie Füße sind schwarz, die Augen dunkelbraun. Die Weibchen sind von schlichtem bis gelblichem Grau, während die Unterseite bräunlich gefärbt ist. Die Männchen sind glänzend grün, ein Fleck am Bürzel und ein schmales Band an der Kehle schimmern blau, deren Brust ist kräftig orangerot, an den Seiten gelb.

## Verbreitung und Lebensraum

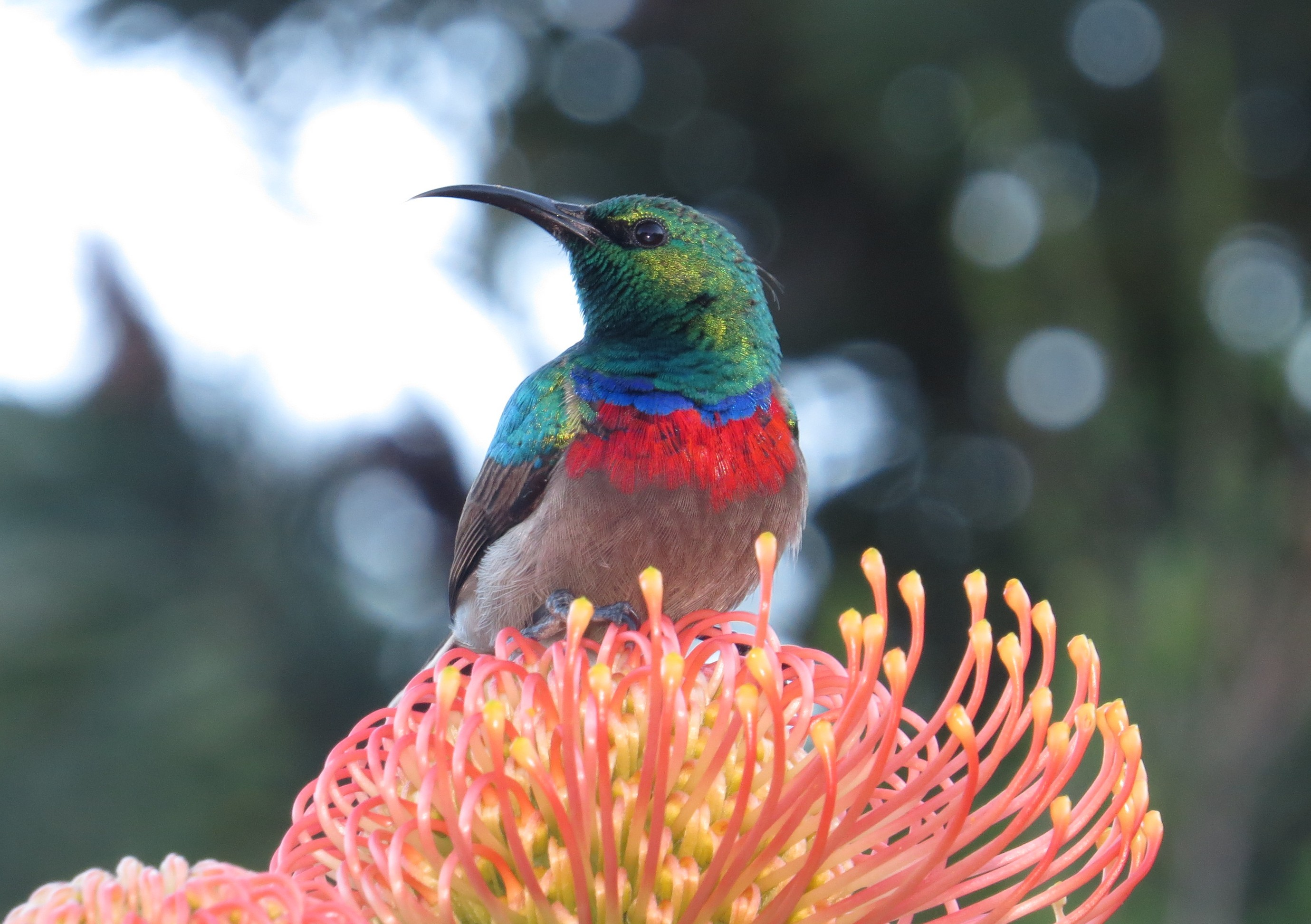
Männchen, Kirstenbosch, Südafrika

Die Art ist in Südafrika endemisch und bewohnt hauptsächlich Namibia und das Westkap. Im Osten und Norden erstreckt sich das Verbreitungsgebiet bis zur Provinz KwaZulu-Natal, nach Eswatini sowie in die Provinzen Mpumalanga und Limpopo. Cinnyris chalybeus ist meistens im Fynbos und im Karoobuschland anzutreffen. Sowohl unspezifische wie immergrüne afromontane Wälder sowie Gärten und Eukalyptus-Plantagen werden gerne aufgesucht.

## Ernährung und Lebensweise
Die Hauptnahrung besteht aus Nektar, Insekten wie Käfer und Fliegen sowie Spinnen werden nicht verschmäht. Häufig ist er in kleinen Schwärmen auf blühenden Bäumen und Sträuchern anzutreffen. Im Süden seines Verbreitungsgebietes bewohnt er auch niedriges Gebüsch auf Sanddünen.

## Fortpflanzung
Das Brutgeschäft beginnt in der Winterregenzeit von Juli bis September. Das nur beim Füttern vom Männchen unterstützte Weibchen baut in 25–30 Tagen ein ovales, an Zweigen hängendes Nest mit einem Seiteneingang, das mit Federn, weichem Gras oder ähnlichem ausgepolstert wird. Die ein bis drei Eier werden ausschließlich vom weiblichen Tier in 13 bis 16 Tagen ausgebrütet. Die Küken verlassen nach etwa 15–19 Tagen das Nest, besuchen es weiterhin eine Woche, wobei das Weibchen mit diesen dort übernachtet. Bis zu 46 Tage werden sie sogar noch von den Eltern versorgt.

## Gefährdung
Die Art gilt als nicht gefährdet.

### Raubtiere und Parasiten
Folgende Nesträuber und Parasiten des Kapnektarvogels wurden nachgewiesen:
- Rhabdomys pumilio, eine Art der Afrikanischen Striemen-Grasmäuse
- Graukopfwürger (Malaconotus blanchoti)
- Spiegelstar (Spreo bicolor)
- Knotenameisen der Gattung Crematogaster